# Mantura
Mantura es un género de escarabajos de la familia Chrysomelidae. En 1831 Stephens describió el género. Esta es la lista de especies que lo componen:
- Mantura ambigua Kutschera, 1862
- Mantura chrysanthemi Koch, 1903
- Mantura cylindrica Miller, 1880
- Mantura horioni Heikertinger, 1940
- Mantura lutea Allard, 1859
- Mantura mathewsi Stephens, 1832
- Mantura nepala Medvedev, 2004
- Mantura obtusata Gyllenhal, 1813
- Mantura rustica Linnaeus, 1766